# اللهب (العراق)
اللهب منخفض وصبخة، في قضاء السلمان بمحافظة المثنى بالبادية العراقية جنوب العراق. وفي قضاء السلمان فالق يُسمى طبرة اللهب، ذو اتجاه شمالي شرقي جنوبي غربي طوله 32 كيلومتراً يقطع منخفض اللهب والجريشانية.